# Набоков, Владимир Владимирович
Влади́мир Влади́мирович Набо́ков (10 [22] апреля 1899, Санкт-Петербург, Российская империя — 2 июля 1977, Монтрё, Во, Швейцария), публиковался также под псевдонимом Влади́мир Си́рин, — русский и американский писатель, поэт, переводчик, литературовед, энтомолог. Десятикратный номинант на Нобелевскую премию по литературе (1963; 1964; 1965; 1966; 1968; 1969; 1970; 1971; 1973; 1974) .
Сын журналиста и политика Владимира Дмитриевича Набокова (1869—1922).

## Биография
Владимир Набоков родился 10 (22) апреля 1899 года в Санкт-Петербурге в состоятельной дворянской семье.
Отец — Владимир Дмитриевич Набоков (1869—1922), юрист, известный политик, один из лидеров Конституционно-демократической партии (партии кадетов), происходил из русского стародворянского рода Набоковых. Мать — Елена Ивановна (урождённая Рукавишникова; 1876—1939), дочь богатого золотопромышленника Ивана Васильевича Рукавишникова. У Владимира было два брата и две сестры.
Дед по линии отца, Дмитрий Николаевич Набоков, был министром юстиции в правительствах Александра II и Александра III, бабушка по линии отца Мария Фердинандовна, баронесса фон Корф (1842—1926), дочь барона Фердинанда-Николая-Виктора фон Корфа (1805—1869), немецкого генерала русской службы. Дед по линии матери Иван Васильевич Рукавишников (1843—1901), золотопромышленник, меценат, бабушка по линии матери Ольга Николаевна Рукавишникова, урождённая Козлова (1845—1901), дочь действительного тайного советника Николая Илларионовича Козлова (1814—1889), выходца из купеческой семьи, ставшего врачом, биологом, профессором и начальником Императорской медико-хирургической академии и главой медицинской службы русской армии.
В обиходе семьи Набоковых использовалось три языка: русский, английский и французский, — таким образом, будущий писатель владел тремя языками с раннего детства. По его собственным словам, он научился читать по-английски прежде, чем по-русски. Первые годы жизни Владимира Набокова прошли в комфорте и достатке в доме Набоковых на Большой Морской в Петербурге и в их загородном имении Выра (под Гатчиной).
Образование своё Владимир начал в 1911 году в Тенишевском училище в Петербурге, где незадолго до этого учился Осип Мандельштам. В это время литература и энтомология становятся двумя основными увлечениями Набокова.
Осенью 1916 года, за год до Октябрьской революции, Владимир Набоков получил имение Рождествено и миллионное наследство от Василия Ивановича Рукавишникова, дяди со стороны матери. В этот период Набоков выглядел весёлым юношей, производил впечатление своим «шармом» и «необыкновенной чувствительностью» (З. Шаховская). В том же году он, ещё будучи учеником Тенишевского училища, на собственные деньги издал в Петербурге под своей фамилией первый поэтический сборник «Стихи» (68 стихотворений, написанных с августа 1915 по май 1916). Впоследствии сам Набоков стихов из этого сборника никогда не переиздавал.
Октябрьская революция заставила Набоковых перебраться в Крым, где к Владимиру пришёл первый литературный успех — его работы печатались в газете «Ялтинский голос» и использовались театральными труппами, во множестве спасавшимися на южном берегу Крыма от опасностей революционного времени. В январе 1918 года в Петрограде вышел совместный поэтический сборник Набокова и его одноклассника Андрея Балашова «Два пути», включавший 12 стихотворений Набокова и 8 Балашова. В дальнейшем, упоминая об этой книге, Набоков никогда не называл своего соавтора по имени (так как всегда опасался подвести тех, кто остался в Советской России). Альманах «Два пути» — это единственная книга Набокова за всю его жизнь, изданная в соавторстве.
Проживая в Ялте, в Ливадии, Набоков знакомится с Максимилианом Волошиным, который посвящает его в метрические теории Андрея Белого. В крымском альбоме «Стихи и схемы» Набоков помещал свои стихи и их диаграммы (вместе с шахматными задачами и другими заметками). Ритмической теории Белого следует стихотворение, написанное самим Набоковым в сентябре 1918 года, — «Большая Медведица», диаграмма полуударений которого повторяет форму этого созвездия.
В апреле 1919 года, перед тем, как Крым перешёл в руки большевиков, семья Набоковых навсегда покинула Россию. Некоторые из семейных драгоценностей удалось вывезти с собой, и на эти деньги семья Набоковых жила в Берлине, в то время как Владимир получал образование в Кембриджском университете (Тринити-колледж), где он продолжал писать русскоязычные стихи и перевёл вольно на русский язык «Алису в Стране чудес» Льюиса Кэрролла (в переводе Набокова книга стала называться «Аня в Стране чудес»). В Кембриджском университете Набоков основал Славянское общество, впоследствии переродившееся в Русское общество Кембриджского университета.
В марте 1922 года был убит отец Владимира Набокова Владимир Дмитриевич Набоков. Это произошло на лекции П. Н. Милюкова «Америка и восстановление России» в здании Берлинской филармонии. В. Д. Набоков попытался нейтрализовать стрелявшего в Милюкова черносотенца, но был застрелен его напарником.

### Берлин (1922—1937)
В 1922 году Набоков переезжает в Берлин, где зарабатывает на жизнь уроками английского языка. В берлинских газетах и издательствах, организованных русскими эмигрантами, печатаются его рассказы.
За границей первые переводы и сборники стихов Набокова-Сирина вышли один за другим в течение четырёх месяцев: в ноябре 1922 года — «Николка Персик» (русифицированное название повести Ромена Роллана «Кола Брюньон»), в декабре — «Гроздь», в январе 1923 года — «Горний путь» и в марте 1923 года — «Аня в Стране чудес».
Переводы Сирина были приняты хорошо, но несколько рецензентов[кто?], которые откликнулись на его сборники, с недоумением говорили об отсутствии непосредственности и глубины в стихах, хотя и отмечали проблески таланта и техническое мастерство.
В 1922 году заключает помолвку со Светланой Зиверт; помолвка была расторгнута семьёй невесты в начале 1923 года, поскольку Набоков к тому времени не смог найти постоянную работу.
В 1925 году Набоков женится на Вере Слоним, петербурженке из еврейской семьи. Их первый и единственный сын, Дмитрий (1934—2012), много занимался переводами и изданием произведений отца и способствовал популяризации его творчества.
Вскоре после женитьбы Набоков завершает свой первый роман — «Машенька» (1926). После этого до 1937 года он написал 8 романов на русском языке, непрерывно усложняя свой авторский стиль и всё более смело экспериментируя с формой. Печатался под псевдонимом В. Сирин в журнале «Современные записки» (Париж). Романы Набокова, не печатавшиеся в Советской России, имели успех у русской эмиграции и ныне считаются шедеврами русской литературы (особенно «Защита Лужина», «Приглашение на казнь», «Дар»).
Набоков и его супруга были активными участниками Берлинского кружка поэтов, который распался в 1933 году после прихода к власти нацистов.

### Франция и отъезд в США (1937—1940)
В 1936 году В. Е. Набокова была уволена с работы в результате усиления антисемитской кампании в Германии. В 1937 году Набоковы уезжают во Францию и поселяются в Париже, проводя также много времени в Каннах, Ментоне и других городах.
Свой первый роман на английском языке — «Истинная жизнь Себастьяна Найта» — Набоков пишет незадолго до отъезда в США. С 1938 года и до конца своих дней Набоков не написал на русском языке ни одного романа, хотя продолжал писать стихи по-русски.
После начала советско-финляндской войны в числе прочих деятелей культуры подписал коллективное письмо «Протест против вторжения в Финляндию», опубликованное в русскоязычной парижской газете «Последние новости», в котором правительство СССР обвинялось в совершении преступления против мирной Финляндии, а русский народ был назван порабощённым и не несущим ответственности за действия сталинского правительства.
В мае 1940 года Набоковы бежали из Парижа от наступающих немецких войск и отправились в США последним рейсом пассажирского лайнера «Champlain», зафрахтованного американским еврейским агентством ХИАС с целью спасения еврейских беженцев:602. В память о смелых выступлениях Набокова-старшего против кишинёвского погрома и дела Бейлиса семью его сына разместили в шикарной каюте первого класса:17.

### США
В Америке с 1940 до 1958 года Набоков зарабатывает на жизнь чтением курсов русской и мировой литературы в колледже Уэллсли и затем в Корнеллском университете, а также работой в энтомологической лаборатории Гарвардского музея сравнительной зоологии. В этот период Набоков близко сходится с Э. Уилсоном и другими литературоведами, продолжает профессионально заниматься энтомологией.
В 1947 году в США выходит новый англоязычный роман писателя «Под знаком незаконнорождённых» («Bend Sinister»). Как и предыдущее произведение «Истинная жизнь Себастьяна Найта», новая книга, несмотря на свои художественные достоинства, не имела коммерческого успеха.
Путешествуя во время отпусков по Соединённым Штатам, Набоков работает над романом «Лолита», тема которого — история взрослого мужчины, страстно увлёкшегося двенадцатилетней девочкой, — была немыслимой для своего времени, вследствие чего даже на публикацию романа у писателя оставалось мало надежд. Однако роман был опубликован (сначала в Европе, затем в Америке) и быстро принёс его автору мировую славу и финансовое благосостояние. Первоначально роман, как описывал сам Набоков, был опубликован в издательстве «Олимпия Пресс», которое, как он понял уже после публикации, выпускало в основном «полупорнографические» и близкие к ним романы.

### Вновь Европа
В 1960 году Набоков возвращается в Европу и до конца жизни живёт в Монтрё, Швейцария, где создаёт свои последние романы, наиболее известные из которых — «Бледный огонь» и «Ада» (1969).
Черновик незавершённого романа Набокова «Лаура и её оригинал» (англ. The Original of Laura), вопреки его завещанию, вышел на английском языке в ноябре 2009 года. На русском языке произведение издано издательством «Азбука» в этом же году в переводе Г. Барабтарло.
В июле 1975 года Набоков упал во время сбора бабочек в горах Швейцарии, что серьёзно подорвало здоровье писателя.
Владимир Владимирович Набоков скончался 2 июля 1977 года; был похоронен на кладбище в Кларане, вблизи Монтрё, Швейцария.

## Братья и сёстры
- Сергей Владимирович Набоков (1900—1945) — переводчик, журналист, погиб в нацистском концлагере Нойенгамме.
- Ольга Владимировна Набокова (1903—1978), в первом браке Шаховская[24], во втором — Петкевич.
- Елена Владимировна Набокова (1906—2000), в первом браке Сколари (Skuliari), во втором — Сикорская. Опубликована её переписка с Владимиром Набоковым[25].
- Кирилл Владимирович Набоков (1911—1964) — поэт, крестник своего брата Владимира[26][27][28].

## Писательский стиль
Произведения Набокова характеризуются сложной литературной техникой, глубоким анализом эмоционального состояния персонажей в сочетании с непредсказуемым сюжетом. Набоковед Н. Мельников пишет: «Уже в рассказах второй половины 1920-х гг., позже вошедших в сборник „Возвращение Чорба“ (1930), Набоков обрёл неповторимый стиль и выработал новаторскую повествовательную технику, в основе которой лежит принцип варьирования лейтмотивов, складывающихся в изящные „тематические узоры“, и утончённой авторской игры с читательскими ожиданиями; благодаря парадоксальным развязкам, введению „ненадёжного“ повествователя или воспроизведению нескольких, порой противоречащих друг другу субъективных точек зрения на происходящее, в набоковских произведениях создаётся атмосфера смысловой зыбкости и амбивалентности, которая позволяет с равной степенью убедительности предлагать взаимоисключающие версии относительно описываемой действительности».
Многогранное творческое наследие русско-американского писателя охватывает все литературные роды и жанры (лирику, драматургию, критику, эссеистику), однако с наибольшей силой и яркостью его творческая индивидуальность реализовалась в жанре романа. Знаковыми образцами творчества Набокова являются романы «Машенька», «Защита Лужина», «Приглашение на казнь», «Дар». Известность у широкой публики писатель получил после выхода в свет романа «Лолита», который впоследствии неоднократно переиздавался и был экранизирован (1962, 1997).
В романах «Защита Лужина» (1929—1930), «Дар» (1937), «Приглашение на казнь» (антиутопия; 1935—1936), «Пнин» (1957) — коллизия духовно одарённого одиночки с тоскливо-примитивным «среднечеловеческим» миром — «мещанской цивилизацией», или миром «пошлости», где властвуют мнимости, иллюзии, фикции. Набоков не остаётся на узкосоциальном уровне, а переходит к разработке метафизической темы соотношения разных «миров»: мира реального и мира писательского воображения, мира Берлина и мира воспоминания о России, мира обычных людей и мира шахматного и т. д. Свободное перетекание этих миров является модернистской чертой. Также чувство новизны и свободы этим произведениям даёт то, что в них Набоков, разрабатывая языковые приёмы, совершенствуя свой стиль, достигает особой выпуклости, яркости, осязаемости кажущихся мимолётными описаний.
Сенсационный бестселлер «Лолита» (1955) — опыт соединения эротики, любовной прозы и социально-критического нравоописания, одновременно с затрагиванием популярных тем, достигший высот изощрённой эстетики и определённых философских глубин. Одной из ведущих проблем в романе оказывается проблема эгоизма, разрушающего любовь. Роман написан от лица рафинированного европейца, учёного, страдающего болезненной страстью к девочкам-нимфеткам вследствие детской любви к девочке.
Лирика с мотивами ностальгии; мемуары («Память, говори», 1966).
Рассказы удивительной лирической силы. В миниатюре содержат многие проблемы крупных творений писателя: тему «другого» мира, переплетённую с ним тему мимолётного, ускользающего переживания и т. д. Наиболее выдающиеся произведения в этом жанре: рассказы «Возвращение Чорба», «Весна в Фиальте», «Рождество», «Облако, озеро, башня», «Terra Incognita», повесть «Соглядатай».
Эссеистика («Николай Гоголь», 1944).
Переводы на английский язык «Евгения Онегина» Александра Пушкина, «Героя нашего времени» Михаила Лермонтова и «Слова о полку Игореве».
Поэтику стилистически изысканной прозы слагают как реалистические, так и модернистские элементы, свойственные антироману (лингвостилистическая игра, всеохватное пародирование, мнимые галлюцинации). Принципиальный индивидуалист, Набоков ироничен в восприятии любых видов массовой психологии и глобальных идей (в особенности марксизма, фрейдизма). Своеобразному литературному стилю Набокова была присуща игра в шараду из реминисценций и головоломки из зашифрованных цитат.

## Набоков — синестет
Синестезия — это явление восприятия, при котором сигналы, исходящие от различных органов чувств, смешиваются, синтезируются. Человек не только слышит звуки, но и видит их, не только осязает предмет, но и чувствует его вкус.
Вот что писал в автобиографии Владимир Набоков:

Исповедь синэстета назовут претенциозной и скучной те, кто защищён от таких просачиваний и отцеживаний более плотными перегородками, чем защищён я. Но моей матери всё это казалось вполне естественным. Мы разговорились об этом, когда мне шёл седьмой год, я строил замок из разноцветных азбучных кубиков и вскользь заметил ей, что покрашены они неправильно. Мы тут же выяснили, что некоторые мои буквы того же цвета, что её, кроме того, на неё оптически воздействовали и музыкальные ноты. Во мне они не возбуждали никаких хроматизмов.

Кроме самого Владимира, синестетами были его мать, его жена; синестезией обладал и его сын Дмитрий Владимирович Набоков.

## Номинации на Нобелевскую премию по литературе
Начиная с 1960-х годов распространились слухи о возможной номинации Владимира Набокова на Нобелевскую премию. 
В 2014 году Шведская академия обнародовала документы о том, как проводился выбор лауреата Нобелевской премии по литературе за 1963 год (сведения о выдвижении на премию становятся общедоступными лишь через 50 лет). Согласно этим документам, постоянный член Шведской академии Андерс Эстерлинг заблокировал кандидатуру Набокова, сопроводив своё решение пояснением: «Автор аморального и успешного романа „Лолита“ ни при каких обстоятельствах не может рассматриваться в качестве кандидата на премию».
На Нобелевскую премию по литературе Набоков выдвигался дважды по четыре года подряд: в 1963 году — Робертом Адамсом, в 1964 году — Элизабет Хилл, в 1965 году — Andrew Chiappe и Фредериком Дьюпи, в 1966 году — Жаком Гишарно. 
Далее в 1968 году — шведским ПЕН-клубом и Элизабетой Хилл, в 1969 году — Симоном Карлинским, затем в 1970 году — голландским лингвистом Bernard Tervoort; в 1971 году — Bernard Tervoort и фарерским писателем Jens Pauli Heinesen.
Нобелевская премия по литературе 1971 года. Лауреаты и номинанты
В 1972 году, спустя два года после получения престижной премии, Александр Солженицын написал письмо в шведский комитет, в котором рекомендовал номинировать Набокова на Нобелевскую премию по литературе. Номинация не состоялась, но, несмотря на это, Набоков выразил глубокую благодарность Солженицыну в письме, отправленном в 1974 году, уже после высылки Солженицына из СССР. Впоследствии авторы многих изданий (в частности, London Times, The Guardian, New York Times) причисляли Набокова к тем писателям, кто незаслуженно не стал лауреатом.
Нобелевская премия по литературе 1973 года. Лауреаты и номинанты
Нобелевская премия по литературе 1974 года. Лауреаты и номинанты

## Энтомология
Набоков профессионально занимался энтомологией. Интерес к этой области науки возник у него ещё в детстве под влиянием книг Марии Сибиллы Мериан, найденных им на чердаке имения Выра. Набоков внёс весомый вклад в лепидоптерологию (раздел энтомологии, посвящённый чешуекрылым), открыв много новых видов насекомых. В его честь и именами героев его произведений были названы свыше 30 видов бабочек (в том числе Madeleinea lolita) и род бабочек Nabokovia.
В 1921 году Набоков опубликовал свою первую статью о бабочках «Несколько замечаний о крымских чешуекрылых» (на английском языке). Он был куратором коллекции бабочек в Музее сравнительной зоологии Гарвардского университета.
«Тут Аполлон — идеал, там Ниобея — печаль», и рыжим крылом да перламутром ниобея мелькала над скабиозами прибрежной лужайки, где в первых числах июня попадался изредка маленький «чёрный» аполлон
Часть коллекции бабочек, собранной Набоковым в 1940—1950-e годы, находившаяся в Музее сравнительной зоологии Гарвардского университета (США), уже после смерти писателя при помощи учёного-зоолога Н. А. Формозова была подарена Музею Набокова. В Гарвардском музее Набоков проработал семь лет (1941—1948) и большая часть его личной коллекции, собранной за эти годы, была подарена им этому музею. Бабочки из этой коллекции были собраны им во время его летних путешествий по западным штатам США. Описание этих путешествий, включая пребывание в кафе и мотелях, впоследствии вошло в роман «Лолита» как описание путешествий главного героя и его возлюбленной.
Основную часть коллекции бабочек — 4324 экземпляра — после смерти писателя его жена подарила университету Лозанны.
В 1945 году на основании анализа гениталий самцов Набоков предложил новую систему классификации бабочек-голубянок рода Polyommatus, отличающуюся от общепризнанной. Он также выдвинул гипотезу, что голубянки из Азии мигрировали через Берингов пролив на территорию Нового Света, а затем в южноамериканские Анды около 5 миллионов лет тому назад в несколько волн миграции. Тогда гипотеза не нашла признания у профессиональных энтомологов. Лишь спустя полвека, в 1999 году, точка зрения Набокова на систематику голубянок была подтверждена при помощи анализа ДНК.
C 1920 по 1976 год Набоков опубликовал 25 статей и заметок по энтомологии.
Согласно биологу Николаю Формозову, бабочки являлись неотъемлемой частью образной системы большинства произведений Набокова: например, в рассказе «Рождество» внутренний монолог Слепцова прерван на слове «смерть» неожиданным появлением из кокона бабочки Attacus atlas. Цинциннат в романе «Приглашение на казнь» отвлекается от написания письма, чтобы прикоснуться к грушевой павлиноглазке (Saturnia pyri), которая позже, уже после казни героя, вылетает сквозь разбитое окно камеры. Рой белых ночных и ярких экзотических бабочек кружит над умершим Пильграмом в финале одноимённого рассказа. Ангел в рассказе «Удар крыла» по описанию писателя подобен ночной бабочке: «Бурая шерсть на крыльях дымилась, отливала инеем <…> [он] опирался на ладони как сфинкс» («сфинкс» — латинское название одного из родов бабочек-бражников — Sphinx). Путь махаона, описанный Набоковым в книге «Другие берега», повторяет маршрут двоюродного прадеда писателя — декабриста М. А. Назимова к месту его сибирской ссылки. Всего бабочки упоминаются в произведениях писателя более 570 раз.

## Преподавательская деятельность
Преподавал русскую и мировую литературу, перевёл «Евгения Онегина» и «Слово о полку Игореве» на английский язык. Лекции были изданы посмертно американским библиографом Фредсоном Бауэрсом при содействии вдовы писателя В. Е. Набоковой и сына Д. В. Набокова: «Lectures on Literature» (1980), «Lectures on Russian Literature» (1981), «Lectures on Don Quixote» (1983).

## Шахматы
Серьёзно увлекался шахматами: был достаточно сильным практическим игроком и опубликовал ряд интересных шахматных задач. В 1970 году опубликовал двуязычный авторский сборник «Poems and Problems» (рус. Стихи и задачи), который включает в себя русские стихи, их переводы на английский язык, английские стихи и шахматные задачи с решениями.
В некоторых романах шахматный мотив становится сквозным: помимо очевидной зависимости ткани «Защиты Лужина» от шахматной тематики, в «Истинной жизни Себастьяна Найта» многие смыслы раскрываются, если правильно прочитать фамилии героев: главный герой Найт — конь на шахматной доске романа, Бишоп — слон.

## Кроссворды
В феврале 1925 года в «Нашем мире», приложении к берлинской газете «Руль», Владимир Набоков впервые использовал термин «крестословица» для обозначения кроссвордов, которые он составлял для этого издания.

## Набоков о себе
Я американский писатель, рождённый в России, получивший образование в Англии, где я изучал французскую литературу перед тем, как на пятнадцать лет переселиться в Германию.

 Моя голова разговаривает по-английски, моё сердце — по-русски, и моё ухо — по-французски.

## Адреса

### Россия
- 1899—1917 (зимние месяцы) — Санкт-Петербург/Петроград, Большая Морская ул., д. 47[53][54][55].
- 1899—1917 (летние месяцы) — Санкт-Петербургская (Петроградская) губерния, Царскосельский уезд, Рождественская волость, имение Выра.
- 1906 — осень 1908 — Санкт-Петербург, Воскресенский пр., д. 9 (дом Вейнера)[56].
- 18 ноября 1917 — 15 апреля 1919 — Крым, Гаспра, дача графини С. В. Паниной.

### Греция
- Апрель — 18 мая 1919 (несколько недель) — Фалерон (пригород Афин), отель «Новый Фалерон»[13]:195

### Великобритания
- 27 мая — начало июля 1919 — Лондон, Южный Кенсингтон, Стэнхоуп-Гарденс[англ.], 55[13]:197
- Начало июля — 1 октября 1919 — Лондон, Челси, Элм-Парк-Гарденс, 6[13]:198
- 1 октября 1919 — середина декабря 1919 — Кембридж, Тринити-колледж, Great Court, apt. R6[13]:199
- Середина декабря 1919 — 21 июня 1922 (с перерывами на каникулы) — Кембридж, Тринити-лайн, 2 / Тринити стрит, 38[13]:199

### Германия
- начало августа 1920 — 4 октября 1920 — Берлин, Груневальд, Эгерштрасе (Egerstraße, ныне в районе Шмаргендорф) 1, кв. вдовы переводчика Рафаила Лювенфельда[13]:210, 211. Дом сохранился, но перестроен[57]:144.
- 5 сентября 1921 — декабрь 1923 — Берлин, Вильмерсдорф, Зексише Штрасе (Sächsische Straße), 67, 4 этаж, квартира офицера фон Клейста[13]:219, 233. Дом был разрушен во время войны и построен заново[57]:144.
- 31 января 1924 — 28 августа 1924 — Берлин, Лютерштрасе (Lutherstraße), 21, пансион «Андерсен», после возвращения из второй поездки в Чехословакию, выяснилось, что хозяйка, боясь неуплаты, спрятала его пальто[13]:266, 276.
- 28 августа 1924 — конец апреля 1925 — Берлин, Траутенауштрасе (Trautenaustraße), 9, пансион Элизабет Шмидт[13]:276, 283[57]:147, по-видимому, здесь был начат роман под названием «Счастье», который позднее переродился в «Машеньку»[13]:279.
- Конец апреля 1925 — конец июля 1925— Берлин, Шёнеберг, Луитпольдштрасе (Luitpoldstraße), 13, (хозяин спрятал Верино пальто, требуя плату за дополнительный месяц, но его жена, фрау Рельке, сочтя требование несправедливым, пальто вернула)[13]:283, 286. На месте дома детская площадка начальной школы[57]:147.
- 30 сентября 1925—конец мая 1926 — Берлин, Моцштрасе (Motzstraße), 31 (хозяйка фрау Лепель)[13]:287, 306. В середине октября 1925 завершён черновик «Машеньки», в ноябре закончена правка[13]:288. Дом сохранился с изменённым фасадом[57]:148.
- Июнь—июль 1926 — Берлин, Нюрнбергер Штрассе (Nürnberger Straße), русский пансион[13]:306, 309.
- Август 1926 — Берлин, адрес неизвестен, комната в квартире хозяйки, которая держала телефон в ящике под замком[13]:309.
- Август—сентябрь? 1926 — Берлин, адрес неизвестен, комната в квартире, была сдана хозяином дважды, Набоковы съехали, когда появился второй съемщик[13]:309.

- Сентябрь? 1926 — 5 февраля 1929 — Берлин, Пассауэрштрассе, (Passauer Straße) 12, хозяин Хорст фон Дальвиц, балтийский немец[13]:309, 338, 339. К концу июня закончен беловик романа «Король, дама, валет»[13]:327. Дом полностью уничтожен[57]:149.
- Июль—весь август 1929 — Кольберг (у Вольцигского озера[нем.][57], недалеко от Берлина), в домике почтальона. Здесь 15 августа 1929 закончена «Защита Лужина»[13]:342.
- Начало сентября 1929 — начало января 1932 — Берлин, Шёнеберг, Луитпольдштрасе (Luitpoldstraße), 27, 2 комнаты в квартире подполковника фон Барделебен[13]:399, 440. 20—30 марта 1930 написан рассказ «Пильграм»[13]:411. 23 октября 1930 Набоков завершил роман «Подвиг», значительная часть которого была написана во время поездки в Прагу к матери[13]:416. В конце мая 1931 завершён роман «Камера обскура»[13]:425. Дом разрушен, на его месте новостройка[57]:150.
- Начало января 1932 — конец августа 1932 — Берлин, Вестфелише Штрасе (Westfälische Straße), 29, 1 комната в густонаселённой квартире семьи Кон. В ней 31 июля Набоков начал писать роман «Отчаяние»[13]:440, 446. Дом перестроен[57]:151.
- Конец августа 1932 — 27 января 1937 — Берлин, Вильмерсдорф, Несторштрасе (Nestorstraße), 22, 3 этаж, 2 комнаты в квартире Анны Фейгиной, двоюродной сестры В. Слоним[58]. Начиная с октября 1932 Набоков начал обдумывать, а затем и писать роман «Дар», черновик был готов к августу 1936, правка начата 23.08.1936, и закончена, по-видимому, уже во Франции[13]:463, 500. В этой же квартире с 24 июня по 15 сентября 1934 был написан первый черновик романа-антиутопии «Приглашение на казнь»[13]:477. Утрачен в 1943 году и в 1951 году восстановлен по старому плану[57]:151.

### Чехословакия
- Декабрь 1923 — 31 января 1924 — Прага, район Смихов, ?, ?, первая квартира матери, Е. И. Набоковой[13]:260, 266.
- 12 июля 1924 — ? (неоднократно) — Прага, вторая квартира матери, Е. И. Набоковой[13]:275, 266.
- Вторая половина июля 1924, август (до 28) 1924 — Добржиховице, отель[13]:275, 276.
- Первая половина августа 1925 — Радочовице (дачное место под Прагой), Вилла Каура, 60[59].
- 23 мая — 23 июня 1937 — Франценсбад, отель «Эгерлендер»[13]:510.
- 23—28 июня 1937 — Прага, третья квартира матери, Е. И. Набоковой[13]:511.
- 28 июня—7 июля 1937 — Мариенбад, вилла «Буш», написан рассказ «Облако, озеро, башня»[13]:511, 512.

### Франция
- 10 мая 1923 — конец июля 1923 — окр. Сольес-Пон под Тулоном, ферма Домэн Больё С. С. Крыма[13]:244, 248.
- 8 февраля 1929 — 24 апреля 1929 — Ле-Булу, отель «Этаблисман термаль дю Булу», Восточные Пиренеи, недалеко от границы с Испанией[13]:339, 341.
- 24 апреля 1929 — 24 июня 1929 — Сора в Арьеже, городок в 50 милях к западу, сняли этаж в доме лавочника[13]:341.
- 7 июля — конец июля 1937 — Канны, угол рю Сен-Дизье и рю Жорж Клемансо, «Отель дез Альп»[13]:513, 514.
- Конец июля 1937 — середина октября 1937 — Канны, рю Жорж Клемансо, 81, 2-комнатная квартира[13].:514, 518.
- Середина октября 1937 — весна 1938 — Ментона, рю Партонё, 11, отель «Лез Эсперид» (ныне «Ле Шарлемань»)[13]:518, 574.
- Вторая неделя июля — последняя неделя августа 1938 — Мулине, «Отель де ля Пост»[13]:565.
- Последняя неделя августа 1938 — середина октября 1938 — Кап д’Антиб, рю Шмен де л’Эрмитаж, 18, пансион «Ле Сипре»[13]:565.
- Конец октября 1938 — вторая половина февраля 1939 — Париж, рю де Сайгон, 8, однокомнатная студия. Написаны на русском «Посещения музея», «Лик» и на английском «Помощник режиссёра» и «Подлинная жизнь Себстьяна Найта»[13]:565, 583.
- Вторая половина февраля 1939 — 1 апреля 1939 — Париж, рю Маруа, 31, «Отель Рояль Версаль»[13]:583, 586.
- Последняя неделя апреля 1939 — 19 мая 1940 — Париж, рю Буало, 59, 2 комнаты и кухня. Квартира оставалась за Набоковыми и летом 1939. В июне 1940 в дом попала немецкая бомба[13]:586, 604.
- Лето 1939 — Сетене (Савойские Альпы), хозяйка пансиона «Бриандон» нашла тихие комнаты у знакомых[13]:588.
- Лето 1939 — начало сентября 1939 — Сент-Эгюльф (у станции Фрежюс), русский пансион «Родной», с начала августа в частном доме неподалёку[13]:588.

### США
- С несколько дней 28 мая 1940 — Нью-Йорк, 61 East str., 32, в квартире Натальи Набоковой, сестры Зинаиды Шаховской[22]:18.
- 10 июня — 15 июля 1940 — Нью-Йорк, Мэдисон-Авеню, 1326, в кв. г-жи Лехович, племянницы С. В. Паниной[22]:19, 21.
- 15 июля — не ранее 25 августа 1940 — Вест-Вардзборо[англ.], штат Вермонт, дача М. М. Карповича[22]:21[60]:33.
- Осень 1940 — 26 мая 1941 — Нью-Йорк, 87 West str., 35[22]:24, 37.
- 14 июня — 11 сентября 1941 — Пало-Альто, Секвоя-Авеню, 230[22]:38, 44.
- Сентябрь 1941 — 1 сентября 1942 — Уэллсли, шт. Массачусетс, Эплби-Роуд, 19[22]:46, 57.
- 1 сентября 1942 — 30 июня 1948 — Кембридж, шт. Массачусетс, Крэйги-Сиркл, 8, кв. 35[22]:57, 154.
- 1 июля — конец августа 1948; конец сентября 1953 — до начала весеннего семестра 1954 — Итака, шт. Нью-Йорк, Ист-Стейт-Стрит, 957. В этом доме 6.12.1953 была закончена «Лолита»[22]:154, 157, 269, 309.
- Конец августа 1948 — не ранее 12 июня 1951 — Итака, шт. Нью-Йорк, Ист-Сенека-Стрит, 802[22]:157[60]:120.
- Конец августа 1951 — начало февраля 1952 — Итака, шт. Нью-Йорк, Highland Road, 623[22]:243, 253[60]:129.
- Начало февраля 1952 — 20 июня 1952 — Кембридж, шт. Массачусетс, Мэйнард-Плейс, 9, дом Мэй Сартон[англ.][22]:253, 259.
- 1 сентября 1952 — 1 февраля 1953 — Итака, шт. Нью-Йорк, Хэмптон-Роуд, 106[22]:262, 265
- 1 — середина февраля 1953 — Кембридж, шт. Массачусетс, Брюстер-Стрит, 35, дом Роберта Фроста[22]:265.
- Середина февраля — начало апреля 1953 — Кембридж, шт. Массачусетс, Кембридж-Стрит, 1737, Отель"Амбассадор" (ныне Кулидж-Холл) № 617[22]:265, 266.

- Конец апреля 1953 — начало сентября 1953 — Эшланд, шт. Орегон, Мид-Стрит, 163. Дом на холме преподавателя Южно-Орегонского педагогического колледжа. Здесь написана заключительная часть «Лолиты», начаты рассказы о профессоре Пнине (позднее ставшие романом)[22]:265, 266.
- Начало весеннего семестра 1954 — середина июня 1954 — Итака, шт. Нью-Йорк, Ирвинг-Плейс, 101[22]:309, 314.
- 1 сентября 1954 — середина июля 1954 — Итака, шт. Нью-Йорк, Стюарт-Авеню, 30, «Апартаменты Бель-эр»[22]:316, 323
- Середина июля 1954 — начало февраля 1956 — Итака, шт. Нью-Йорк, район Кейюга-Хайтс, Хэншоу-Роуд, 808. В этом доме был закончен роман «Пнин»[22]:323, 353
- Начало августа 1956 — начало февраля 1957 — Итака, шт. Нью-Йорк, район Кейюга-Хайтс, Хэншоу-Роуд, 425[22]:357, 365
- Начало февраля 1957 — начало февраля 1958 — Итака, шт. Нью-Йорк, район Кейюга-Хайтс, Хайленд-Роуд, 880, дом проф. Лористона Шарпа[англ.]. Здесь возник замысел «Бледного огня»[22]:365, 368, 431
- Начало февраля 1958 — 24 февраля 1959 — Итака, шт. Нью-Йорк, район Кейюга-Хайтс, Хайленд-Роуд, 404[22]:431, 457
- 10 марта — 12 октября 1960 — Беверли-Хиллз, шт. Калифорния, Мандевиль-Каньон-Роуд, 2088[22]:484, 495.

### Швейцария
- 1 октября 1961 — 2 июля 1977 — Монтрё, отель «Монтрё палас», старое крыло «Ле синь», два номера люкс 35—38[22]:502, 503

## Экранизации
| Год  | Страна                   | Название                                    | Режиссёр          | В ролях | Примечание |
| ---- | ------------------------ | ------------------------------------------- | ----------------- | --- | --- |
| 1962 | США · Великобритания     | «Лолита» (Lolita)                           | Стэнли Кубрик     | Джеймс Мэйсон (Гумберт Гумберт), Шелли Уинтерс (Шарлотта Гейз), Сью Лайон (Лолита (Долорес Гейз))                                      | Набоков выступил одним из сценаристов картины, сценарий был издан отдельной книгой                                                                           |
| 1969 | Франция · Великобритания | «Смех в темноте» (Laughter in the Dark)     | Тони Ричардсон    | | По одноимённому роману, являющемуся вольным переводом Набоковым романа «Камера обскура» на английский язык                                                   |
| 1972 | Германия                 | «Король, дама, валет» (King, Queen, Knave)  | Ежи Сколимовский  | Джон Молдер-Браун (Франц), Дэвид Найвен (Драйер), Джина Лоллобриджида (Марта)                                                          | |
| 1978 | Германия · Франция       | «Отчаяние» (Despair / Eine Reise ins Licht) | Райнер Фасбиндер  | Дирк Богард | |
| 1987 | Великобритания           | «Машенька»                                  | Джон Гольдшмидт   | Ирина Брук (Машенька), Кэри Элвес (Ганин), Санни Мелес (Лили), Фредди Джонс, Майкл Гоф, Жан-Клод Бриали и др.                          | |
| 1991 | СССР                     | «Сексказка»                                 | Елена Николаева   | Людмила Гурченко (Диана, дьявол в женском обличии), Сергей Жигунов                                                                     | По рассказу «Сказка» |
| 1992 | Россия                   | «Машенька»                                  | Тамара Павлюченко | Анастасия Заворотнюк (Машенька) | |
| 1994 | Россия · Франция         | «Мадемуазель О.»                            | Жером Фулон       | Маите Наир (Мадемуазель О), Александр Баргман (молодой Владимир Набоков)                                                               | По рассказу «Мадемуазель О.» |
| 1997 | США · Франция            | «Лолита» (Lolita)                           | Эдриан Лайн       | Джереми Айронс (Гумберт Гумберт), Доминик Суэйн (Долорес «Лолита» Гейз), Мелани Гриффит (Шарлотта Гейз), Фрэнк Ланджелла (Клэр Куилти) | Была также издана аудиокнига «Лолита» (на английском языке), в которой текст читает Джереми Айронс (исполнитель роли Гумберта Гумберта в данной экранизации) |
| 2000 | Великобритания · Франция | «Защита Лужина» (The Luzhin Defence)        | Марлен Горрис     | Джон Туртурро (Александр Лужин), Эмили Уотсон (Наталья Каткова)                                                                        | |
| 2008 | Россия                   | «Событие»                                   | Андрей Эшпай      | Игорь Гордин, Чулпан Хаматова, Евгения Симонова                                                                                        | По пьесе «Событие». |

## Телеверсии театральных постановок
- 1992 год — «Лолита» (театр Романа Виктюка), продолжительность 60 мин. (Россия, режиссёр: Роман Виктюк, в ролях: Неизвестный джентльмен — Сергей Виноградов, Гумберт Гумберт — Олег Исаев, Лолита — Людмила Погорелова, Шарлотта — Валентина Талызина, Куилти — Сергей Маковецкий, Аннабел / Луиза / Рута / Старшая сестра / Вторая сестра — Екатерина Карпушина, Рита — Светлана Пархомчик, Молодой человек — Сергей Журковский, Дик / Билл — Антон Хомятов, Маленькая девочка — Варя Лазарева)
- 2000 год — «Король, дама, валет», продолжительность 2 ч 33 мин (Россия, режиссёр: В. Б. Пази, в ролях: Елена Комиссаренко, Дмитрий Барков, Михаил Пореченков, Александр Сулимов, Ирина Балай, Маргарита Алешина, Константин Хабенский, Андрей Зибров)
- 2001 год — «Машенька» — телеверсия спектакля Театральной Компании Сергея Виноградова. В 1997 году Сергей поставил спектакль «Набоков, Машенька», которым открылась «Театральная Компания Сергея Виноградова». За эту работу, в 1999 году, он получил приз «За лучшую пластическую режиссуру» на театральном фестивале, посвящённом 100-летию Набокова. Продолжительность 1 ч 33 мин (Россия, режиссёр: Сергей Виноградов, в ролях: Ганин — Евгений Стычкин, Машенька — Елена Захарова, Алферов — Борис Каморзин, Подтягин — Анатолий Шаляпин, Клара — Ольга Новикова, Колин — Григорий Перель, Горноцветов — Владимир Тягичев, Мария Алферова — Наталья Захарова)
- 2002 год — «Лолита, или В поисках потерянного рая» (Донецкий академический ордена Почёта областной русский драматический театр, г. Мариуполь), продолжительность 2 ч 25 мин (1 акт — 1 ч 18 мин, 2 акт — 1 ч 07 мин) (Украина, режиссёр: Анатолий Левченко, в ролях: Гумберт Гумберт — Олег Гришкин, Лолита — Оксана Лялько, Шарлота Гейз — Наталья Атрощенкова, Клер Куилти — Александр Арутюнян, Луиза — Наталья Метлякова, Гумберт в детстве — Михаил Стародубцев, Юноша — Валентин Пилипенко, Доктор — Игорь Курашко, Дик — Андрей Макарченко, Констанс — Инна Мешкова)
- 2010 год — «Лолита Долли» (Польша, театр Nikoli, реж. Н. Вепрев) представляет смелую попытку нестандартного способа инсценизации романа Набокова. Провокационная история любви писателя и осиротевшей девочки в первый раз изображена без слов, а лишь при помощи жестов, мимики, символических образов и волнующей музыки.

## Театральные постановки произведений Набокова
- 1938 — «Событие*» (режиссёр-постановщик и художник — Юрий Анненков) Русский Театр в Париже, Париж
- 1938 — «Событие**» Прага
- 1941 — «Событие» (режиссёр — Г. Ермолов) Театр Русской Драмы (Хекшер-театр), Нью-Йорк
- 1941 — «Событие» Варшава
- 1941 — «Событие» Белград
- 1988 — «Событие» (ленинградский театр-студия «Народный дом»)
- 2002 — «Событие» (режиссёр-постановщик — Франсуа Роше) Школа Современной Пьесы, Москва
- 2004 — «Событие» (реж. — В. Абрамов) Павловский дворцовый театр, Санкт-Петербург #
- 2012 — «Событие» (реж.-постановщик — Константин Богомолов) МХТ им. Чехова, Москва #
- 2013 — «Машенька» (реж.-постановщик — Сергей Виноградов) Рязанский театр драмы, Рязань #
- 2015 — «Событие» (режиссёр-постановщик — Константин Демидов) Краснодарский Молодёжный Театр, Краснодар #
- 2016 — «Событие» (режиссёр-постановщик — Олеся Невмержицкая) Театр им. Ермоловой, Москва #
- 2017 — «Прозрачные краски» (по роману «Камера обскура», режиссёр-постановщик, автор пьесы — Валерий Владимиров) Колизей, Санкт-Петербург[62]
- 2017 — «Жажда» (по роману «Камера обскура», режиссёр-постановщик, автор пьесы — Ольга Попова), театр Тысячелетие, Киев

### «Событие»
* О поступившем Набокову заказе и о его работе над пьесой в это время уже было известно артистам Русского театра: несколькими днями ранее Набоков писал жене о литературно-театральной «вечеринке», на которой Е. Кедрова, «очень глазастая актрисочка, которую Алданов считает новой Комисаржевской».
** В мае 1938 года «Событие» было поставлено в Праге. В декабре 1938 года Жарль Приэль (J. Priel) перевел «Событие» на французский язык (см.: «Catastrophe. Comedie en 3 actes de Sirine» // LCNA. Box 12, fol. 13). Сохранилось его письмо Набокову от 6 декабря 1938 года с вопросами по переводу, но цель этой работы — постановка «События» во французском театре — достигнута не была. В 1941 году «Событие» шло в Варшаве и Белграде. В том же году, 4 апреля, состоялась премьера «События» в «Театре Русской Драмы» (на сцене детского Хекшер-театра, Нью-Йорк) в постановке Г. С. Ермолова и под контролем автора, переехавшего к тому времени в США. Костюмы и декорации создал М. Добужинский; оформление включало акварель «Лиловая Дама», треснувшую настенную «тарелку» и «фотографии» сына Трощейкина (N84. Р, 124). «Если будете когда-нибудь в Кэмбридже и посетите нас, то увидите, что наша гостиная отделана… Добужинским: мы развесили по стенам „фотографии“ и „тарелку“ от „События“, и получился какой-то будуар начала века», — писал Набоков Добужинскому из американского городка в Нью-Йорк в 1942 году. (Переписка В. Набокова с М. В. Добужинским / Публ. В. Старка // Звезда. № 11. 1996. С. 99). В настоящее время эти работы художника хранятся в доме Д. В. Набокова в Монтрё.

## Фильмы о Набокове
- 1993 год — «Мадемуазель О.» — художественный фильм Жерома Фулона, производства России и Франции.
- 1997 год — «Владимир Набоков — Тайная страсть»[64] фильм Валерия Балаяна, ТВЦ, 1997 год.
- 1999 год — «Век Набокова». Фильм Леонида Парфёнова.
- 2007 год — «Набоков: Счастливые годы (2 фильма)» — документальный фильм о Владимире Набокове. Продолжительность около 60 мин. (2 части, примерно по 30 мин каждая) (реж. Мария Герштейн)
- 2009 год — «Гении и злодеи уходящей эпохи: Владимир Набоков» — документальная телепередача из известного в России цикла. Продолжительность 26 мин (эфир от 17 ноября 2009 года)
- 2009 год — «Владимир Набоков. Русские корни»[65] — документальный фильм о семье известного русского и американского писателя Владимира Набокова. Продолжительность 52 мин (авторы сценария — О. Н. Попова, О. В. Чекалина, режиссёр — О. В. Чекалина) (кинокомпания «ТИГР» при участии кинокомпании «СтудиОль»)

## Память
- Именем Владимира Набокова и именами героев его произведений были названы свыше 30 видов бабочек (в том числе Madeleinea lolita) и род бабочек Nabokovia[англ.][40].
- В 1987 году создан государственный Рождественский историко-литературный и мемориальный музей В. В. Набокова в доме-усадьбе села Рождествено Гатчинского района Ленинградской области.
- В октябре 2006 года в петербургском музее Владимира Набокова проходила фотовыставка «Набоковские адреса», на которой представлены фотографии домов, в которых жил Набоков и его семья. Авторы фото — Д. Конрадт, Д. Риппл, И. Казноб, А. Наката и главный хранитель «Музея Набокова» Е. Кузнецова[66].
- В 1985 году в честь Владимира Набокова был назван астероид — (7232) Набоков.
- В январе 2023 года его стихотворение «Расстрел» вошло в музыкальный альбом «После России», посвящённый поэтам «незамеченного поколения» первой волны российской эмиграции, в исполнении Монеточки[67].